# Dziesięć stalinowskich uderzeń
Dziesięć stalinowskich uderzeń (również Dziesięć stalinowskich zwycięstw, Dziesięć zwycięstw Armii Czerwonej) – propagandowy termin, związany z kultem Stalina, na określenie 10 najważniejszych zwycięskich operacji strategicznych, przeprowadzonych przez Armię Czerwoną w 1944.
W ich skład wchodziły:
1. operacja leningradzko-nowogrodzka
2. operacja dnieprowsko-karpacka
3. operacja odeska, operacja krymska
4. operacja wyborsko-pietrozawodzka
5. operacja Bagration
6. operacja lwowsko-sandomierska
7. operacja jasko-kiszyniowska, operacja rumuńska
8. operacja nadbałtycka (1944)
9. operacja wschodniokarpacka, operacja belgradzka
10. operacja petsamsko-kirkeneska